# Kappa de l'Altar
Kappa de l'Altar (κ Arae) és una estrella de la constel·lació de l'Altar. Està aproximadament a 398 anys llum de la Terra.